# Porto franco (economia)
Un porto franco, zona franca, o anche zona economica libera o extra-doganale, è un territorio delimitato di un paese dove si gode di alcuni benefici tributari, come l'esenzione da dazi di importazione di merci o l'assenza di imposte.
Sono inoltre da considerarsi zone extra-doganali gli spazi terrestri compresi fra due dogane, dove a volte sorgono dei "duty-free shop". Si distingue tra "zona franca extra-doganale" (esempi in Italia sono Livigno, e fino al 1º gennaio 2020 anche Campione d'Italia) e "zona franca di diritto comunitario" (esempi in Italia sono il porto franco di Trieste e il porto franco di Venezia).

## Storia
Montesquieu riteneva che i porti franchi fossero un fenomeno repubblicano, poiché i "costi della monarchia" non permettevano uno sgravo delle imposizioni.
La riflessione tardomercantilista poi riteneva che togliere la barriera daziaria non fosse sufficiente a rendere un porto franco, nonostante tutti i porti franchi abbiano come caratterista principale proprio tale barriera daziale. Per questo ritenne che nella definizione di porto franco dovesse rientrare non solo il fattore dell'economia (poiché defiscalizzazioni sono provenute anche da porti non franchi), ma anche la politica di libertà: porto franco non sarebbe libertà di importare ed esportare beni liberi da dazi, ma una gestione non militare degli affari, senza ufficiali supportati dalla forza militare, bensì rappresentanti civili che pensano secondo gli stessi interessi dei mercanti, senza intromissioni. Questa giustizia dolce garantirebbe il possesso delle merci al proprietario, e attirerebbe flotte di gente per sottrarsi da terrori e persecuzioni.
Molti governi stabiliscono zone franche in regioni appartate o estreme con il fine di attrarre capitale e promuovere lo sviluppo economico della regione. Nelle zone franche avviene solitamente la creazione di grandi centri commerciali e si installano con frequenza anche industrie di cosmetici o magazzini speciali per le merci in transito.

## Utilizzo del termine
L'analogia del nome zona franca, utilizzata peraltro anche per definire la zona extradoganale, con porto franco deriva da alcuni porti liberi conosciuti da moltissimo tempo: i porti liberi da dazi doganali o con regolamentazione dei tassi favorevoli; ad esempio, il porto franco di Trieste. Spesso i porti franchi fanno parte delle zone economiche libere.
In passato molti porti italiani godettero di franchigie doganali sulle merci transitanti per favorirne lo sviluppo economico della città portuale. Con l'Unità italiana, una legge di Stato abolì i porti franchi nel 1868, per eliminare le sperequazioni tra i cittadini italiani abitanti nelle città franche e quelli residenti fuori di esse.

### Zone franche urbane (Zfu)

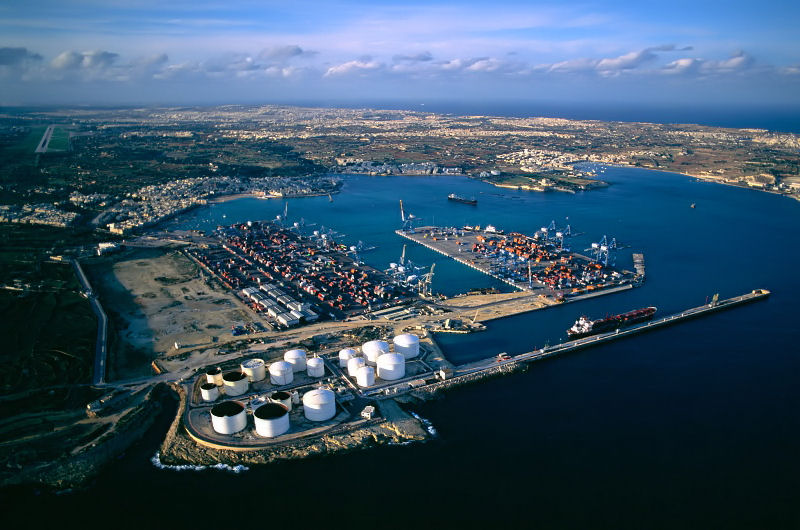
Vista del Malta Freeport, porto franco, nella baia di Birżebbuġa

## Elenco di porti franchi e zone franche per paese

### Europa

#### Austria
- Linz (porto sul Danubio)
- Vienna (porto sul Danubio)

#### Bielorussia
- FEZ (zona franca) di Brėst
- FEZ (zona franca) di Hrodna

#### Croazia
- Zona franca nel porto di Fiume, 1719

#### Danimarca
- Porto franco di Copenaghen (Københavns Frihavn)

#### Finlandia
- Zona franca di Lappeenranta (Lappeenrannan Vapaa-alue)
- Porto franco di Hanko (Hangon Vapaasatama)

#### Francia
- Zona franca di Le Verdon - Porto di Bordeaux (Zone franche du Verdon — Port de Bordeaux)

#### Georgia
- Agiaria repubblica autonoma
- Batumi

#### Germania
- Porto franco di Amburgo (Freihafen Hamburg) Non è più porto franco dal 1.1.2013
- Porto franco di Bremerhaven (Freihafen Bremerhaven)
- Porto franco di Cuxhaven (Freihafen Cuxhaven)
- Isola di Helgoland

#### Grecia
- Zona franca de Il Pireo
- Zona franca di Salonicco
- Zona franca di Heraklion

#### Irlanda
- Porto di Cork, porto franco
- Zona franca dell'Aeroporto Internazionale di Shannon

#### Italia
- Livigno non fa parte dell'area doganale comunitaria europea: è zona franca doganale extraterritoriale (porto franco integrale).
- Campione d'Italia era compresa nell'area doganale svizzera: l'Italia considerava Campione come non facente parte del suo territorio doganale[3] e così pure l'Unione europea[4] mentre la Svizzera contemplava il territorio del Comune come facente parte della propria area doganale. Dal 1º gennaio 2019 l'Italia ha modificato la posizione doganale di Campione d'Italia.[5] A decorrere dal 1º gennaio 2020 Campione è zona doganale comunitaria europea e non gode più della extraterritorialità.[6][7]
- Valle d'Aosta (stabilito dall'articolo 14 dello statuto speciale per la Valle d'Aosta ma mai attuato[senza fonte]): non riconosciuto dall'Unione europea.
- Sardegna (stabilito dall'articolo 12 dello statuto speciale della Sardegna e dal D.lgs. 75/1998): esclusivamente per le Regioni Convergenza e Carbonia-Iglesias e ai comuni della Provincia, ai Comuni colpiti dall'alluvione del 2013 e nelle città portuali di Cagliari, Iglesias e Quartu Sant'Elena. L'Unione europea riconosce la zona franca di Carbonia-Iglesias con la zona franca doganale di Portovesme.[8][9]
- Gorizia (solo il territorio cittadino sulla sponda destra del fiume Isonzo)[senza fonte]: non era zona franca in senso stretto;[10] c'era solamente un territorio (limitato e ben individuato) che godeva di alcune agevolazioni fiscali su alcuni beni (benzina, gasolio, caffè, zucchero) concessi con buoni o tessere e contingentati nella quantità. Questa tipologia di agevolazioni fiscali risulta oggi essere stata cancellata.[11]
- Porto di Trieste: porto franco extradoganale comunitario.[12]
- Porto di Venezia: porto franco extradoganale comunitario.[13]

#### Lettonia
- Porto franco di Riga
- Porto franco di Ventspils

#### Lituania
- Porto franco di Klaipėda

#### Malta
- Malta Freeport

#### Portogallo
- Zona franca di Madera - Caniçal

#### Regno Unito
- Zona franca di Liverpool
- Zona franca dell'aeroporto di Prestwick
- Zona franca di Southampton
- Zona franca di Tilbury
- Zona franca del porto di Sheerness
- Zona franca dell'aeroporto dell'Isola di Man (Ballasala)

#### Romania
- Porto di Costanza, gennaio 2007
- Porto franco di Sulina

#### Russia
- Nakhodka
- Vladivostok, 1861-1909

#### Spagna
- Zona franca di Barcellona
- Zona franca di Cadice
- Zona franca di Vigo
- Zona franca di Las Palmas de Gran Canaria
- Porto franco di Ceuta
- Porto franco di Melilla

#### Svezia
- Marstrand, XVII secolo
- Saint-Barthélemy, 1785-1878

#### Svizzera
- Porto franco di La Praille, Ginevra
- Aeroporto Internazionale di Ginevra
- Zona franca di Samnaun

#### Turchia
- Mersin
- Smirne
- Çorlu

#### Ucraina
- Porto e zona franca di Odessa
  - 1819-1858
  - Porto commerciale di Odessa, 1º gennaio 2000, per 25 anni

### Africa

#### Liberia
- Free Port di Monrovia

#### Marocco
- Zona di libero scambio di Tangeri

#### Mauritius
- Porto franco di Port Louis

### Medio Oriente

#### Bahrain
- Manama

#### Egitto
- Porto Said
- Canale di Suez (Container Terminal)

#### Emirati Arabi
- Creative City, Internet City, Media City, Studio City (Dubai)

#### Iran
- Qeshm
- Chabahar
- Kish
- PSEEZ, ('Asalūyeh)

#### Israele
- Eilat

#### Libano
- Porto di Beirut
- Porto di Tripoli

### Asia

#### Cina
- Hong Kong
- Macao

#### Corea del Sud
- Incheon
- Pusan
- Gwangyang

#### Filippine
- Zona franca di Subic Bay, Olongapo
- Zona franca di Clark (Clark Freeport Zone), (Angeles)
- Zona franca di Bataan-Port Capinpin Orion
- Polloc Freeport Maguindanao

#### Giappone
- Nagasaki
- Niigata

#### India
- Bangalore
- Mumbai
- Calcutta
- Kerala

#### Indonesia
- Batam

#### Malaysia
- Penang Fino al 1969
- Labuan

#### Pakistan
- Karachi

#### Singapore
- Singapore

#### Taiwan
- Porto di Keelung, Zona franca
- Porto di Taipei, Zona franca
- Porto di Taichung, Zona franca
- Porto di Kaohsiung, Zona franca
- Aeroporto di Taipei-Taoyuan, Zona franca

### Americhe

#### Argentina
- Zona Franca di La Plata
- Polo Industriale Zona Franca General Pico, La Pampa

#### Bermuda
- Porto franco di Hamilton Harbour, Hamilton

#### Brasile
- Zona Franca di Manaus

#### Cile
- Arica
- Iquique
- Punta Arenas

#### Nicaragua
- Zona franca di Managua

#### Panama
- Zona Libre de Colón

#### Repubblica Dominicana
- Porto di Punta Caucedo

#### Stati Uniti d'America
La normativa statunitense esclude dall'imposizione fiscale le attività di importazione, produzione, trasporto e stoccaggio, riesportazione di prodotti realizzati entro il perimetro dell'area extra-doganale. Per le attività di stoccaggio, non sono previsti limiti temporali di permanenza.

#### Uruguay
- Aeroporto internazionale di Carrasco (porto franco)
- Zona franca di Montevideo
- Zona Franca Colonia
- Zona Franca Rivera

#### Venezuela
- Porto franco dell'isola Margarita (Puerto Libre de Margarita)
- Zona franca della penisola Paraguaná, (Zona Franca de la Península de Paraguaná)